# 보성군

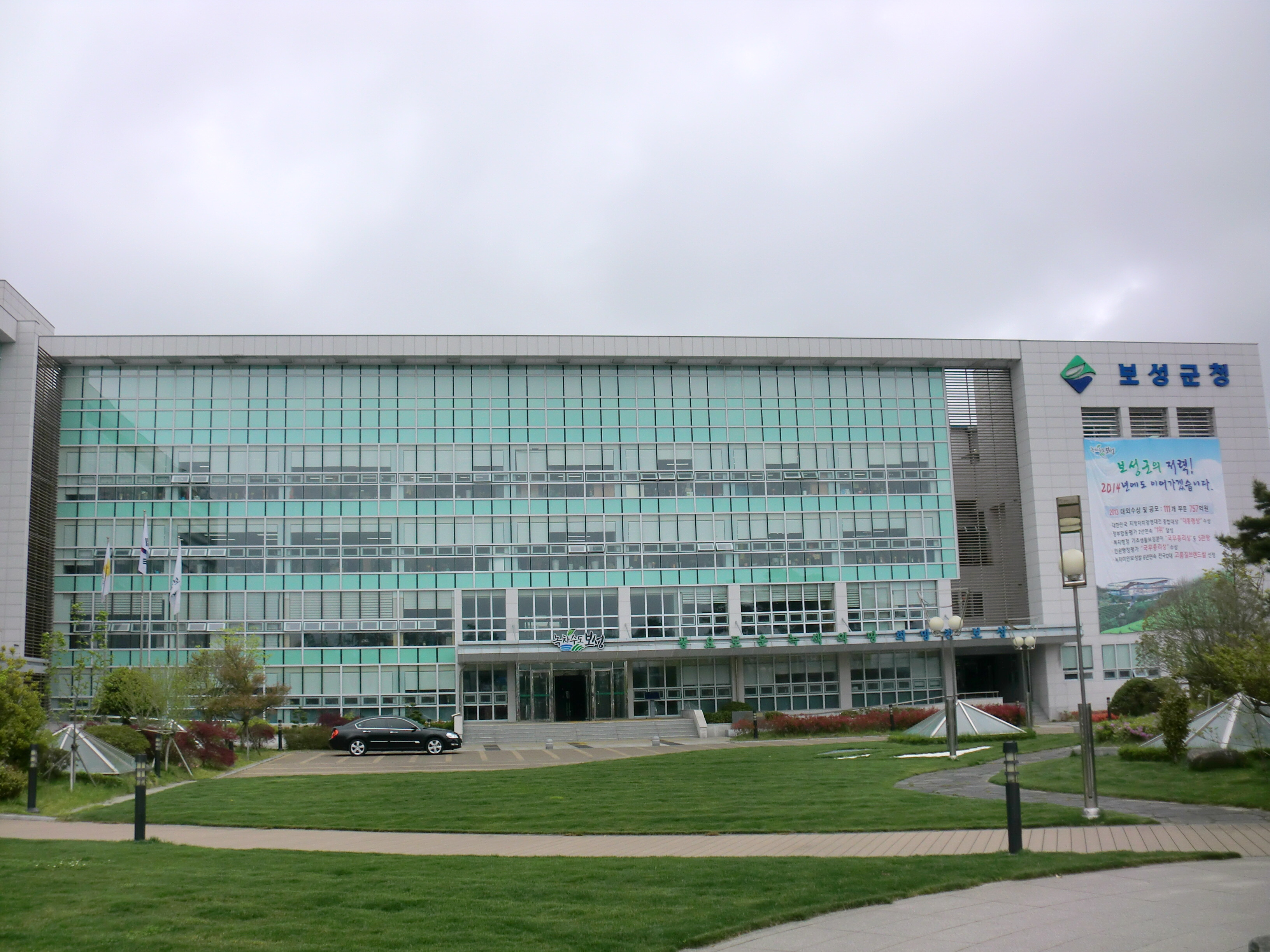
보성군청

보성군(寶城郡)은 대한민국 전라남도 중남부에 있는 군이다. 특산물로는 녹차와 벌교의 꼬막이 유명하다. 군청 소재지는 보성읍이고, 2읍 10면을 관할한다.

## 역사
| Daedongyeojido (Gyujanggak) 18-05.jpg | Daedongyeojido (Gyujanggak) 18-04.jpg |
| Daedongyeojido (Gyujanggak) 19-05.jpg | Daedongyeojido (Gyujanggak) 19-04.jpg |

- 본래 백제의 복홀군(伏忽郡)이다.
- 757년 보성군(寶城郡)으로 개칭하고 대로현(代勞縣)·계수현(季水縣)·오아현(烏兒縣)·마읍현(馬邑縣)을 관할하였다.
- 940년 오아현은 정안현(定安縣)으로, 마읍현은 수령현(遂寧縣)으로 개칭하여 영암군의 속현이 되고, 대로현은 회령현(會寧縣)으로, 계수현은 장택현(長澤縣)으로 개칭하고 그대로 보성의 속현이 되었다. 능성의 영현인 복성현(福城縣), 곡성의 영현인 동복현(同福縣), 추성의 영현인 옥과현(玉果縣), 낙안의 영현인 조양현(兆陽縣), 남양현(南陽縣), 태강현(泰江縣), 두원현(荳原縣)이 보성의 속현이 되었다.
- 996년에 패주(貝州)로 하여 자사(刺史)를 두었다가 뒤에 다시 보성군이 되었다.
- 1088년 타주부곡(他州部曲)이 도화현(道化縣)으로 승격하였다.
- 고려 인종이 정안현을 장흥부로 승격시키면서 보성의 속현인 회령현, 장택현, 두원현이 장흥의 속현으로 편입되었다.
- 1172년 옥과현이 주현으로 승격하였다. 뒤에 동복현이 주현으로 승격하였다.
- 1310년 식촌부곡(食村部曲)이 풍안현(豊安縣)으로 승격하였다.
- 1395년 고흥현이 왜구의 침임을 피해 보성의 속현인 조양현으로 이전하였다.
- 1409년 전라도의 모든 속현과 향·소·부곡이 폐지되면서 남양현, 태강현, 풍안현, 도화현, 복성현, 사어향(沙於鄕), 포곡소(蒲谷所), 공신소(功愼所), 신동관소(神同串所), 방고성소(房高城所), 조도소(酢桃所), 미력소(彌力所), 금곡소(金谷所), 야촌부곡(也村部曲), 고다산부곡(古多山部曲), 저천부곡(紵川部曲)이 모두 폐지되어 직촌이 되었다.
- 1441년 고흥현이 관아를 지금의 고흥읍으로 이전하면서 조양현 땅을 보성에 돌려주고, 보성의 속현이던 옛 남양현, 태강현, 풍안현, 도화현, 고다산부곡, 저천부곡 땅이 고흥에 편입되었다.
- 1895년 23부제 시행으로 나주부 보성군이 되었다가, 1896년 전라남도 보성군이 되었다.

용문면(龍門面), 옥암면(玉巖面), 노동면(盧洞面), 미륵면(彌勒面, 옛 미력소), 겸어면(兼於面), 백야면(白也面), 율어면(栗於面), 복내면(福內面, 옛 복성현), 문전면(文田面), 봉덕면(鳳德面), 조내면(兆內面, 옛 조양현), 대곡면(大谷面), 송곡면(松谷面), 도촌면(道村面)
- 1908년 낙안군이 폐지되면서 고상면·고하면·남상면·남하면이 보성에 편입되었다.
- 1914년 4월 1일 장흥군 회령면·천포면·웅치면이 보성군에 편입되었다. 용문면·옥암면을 보성면으로, 겸어면·백야면을 겸백면으로, 문전면·봉덕면을 문덕면으로, 조내면·대곡면을 조성면으로, 남상면·남하면을 남면으로, 회령면·천포면을 회천면으로, 고상면·고하면을 고읍면으로 통합하였다.

보성면, 노동면, 미력면, 겸백면, 율어면, 복내면, 문덕면, 조성면, 송곡면, 도촌면, 고읍면, 남면, 회천면, 웅치면
- 1915년 고읍면과 남면을 벌교면으로 통합하였다.
- 1917년 송곡면과 도촌면을 득량면으로 통합하였다.
- 1929년 4월 1일 순천군 동초면 일부를 벌교면에 편입시켰다.[2]
- 1937년 7월 1일 벌교면이 벌교읍으로 승격하였다.[3]
- 1940년 11월 1일 보성면이 보성읍으로 승격하였다.[4]
- 1991년 주암댐 건설로 일부 지역이 수몰됨

## 지리
전라남도의 남해안 중서부에 위치하고 해안은 신라통에 속하며 대부분의 지역은 화강편마암으로 되어 있다. 소백산맥에서 갈라져 나온 백이산(伯夷山：584ｍ)·망일봉(望日峰：650ｍ)·존제산(尊帝山：740ｍ)·방장산(方丈山：576ｍ) 등이 남서 북동방향으로 해안을 따라 솟고, 제암산(帝岩山)에서 발원하는 섬진강의 지류 보성강을 사이에 두고 제암·벽옥·천마 등의 여러 산이 솟아 좁은 해안지대와 중앙의 보성강 유역을 제외하고는 대부분이 산으로서 호남지방에서는 운봉(雲峰) 다음 가는 고지대를 이루고 있다. 군의 중앙으로 섬진강의 지류인 보성강이 흐르며 다목적댐인 주암댐이 위치한다.
보성수력발전소가 있다

### 기후
남쪽에 위치하고 난류가 근해를 흘러 온난하고 대한민국 다우지 중의 하나이다. 연평균 기온 12.6℃, 1월 평균 기온 -0.5℃, 8월 평균 기온 27.8℃이고, 연평균 강수량은 1,450mm이다.

### 보성만
보성의 남해안에 발달된 만으로서 고흥반도에 의하여 가로 막혀 있다. 해안선의 연장은 55.5km이다. 연안 일대는 산란장으로 적합하여 산란기인 봄·여름에는 남해해류를 따라 물고기가 북상하는데 조기·갈치·삼치·도미·민어·전갱이 등의 난해성 어류가 많이 모여들어 대성황을 이루며, 또한 김과 굴의 양식업도 성하다. 보성강은 웅치의 일림산에서 발원하여 보성·곡성·곡지를 흘러 구례와 곡성 중간 지점에서 섬진강에 합치는 지류이다. 길이는 약 120km이며 상·중류 지방은 연안에 약간의 평지가 발달되어 있으나, 하류 지방에서는 협곡을 이룬다. 상류에는 전라남도 유일의 수력발전소가 있는데 수량이 풍부하여 농업용수로도 쓰여 그 이용도가 높다.

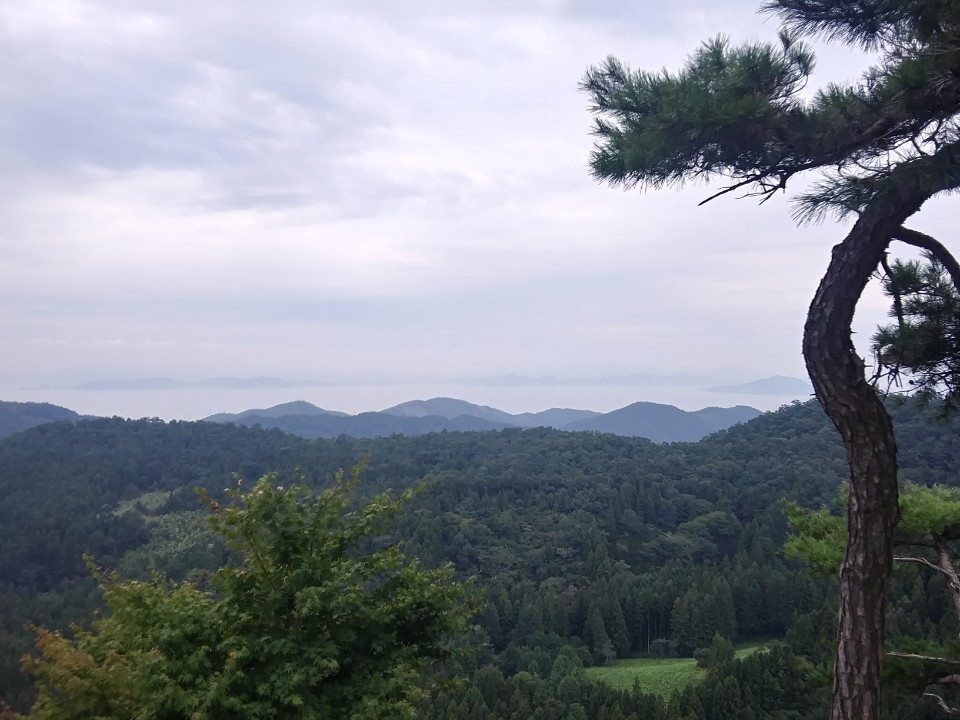
봇재다원에서 바라본 보성만

## 행정구역
현재 보성읍, 벌교읍의 2개 읍과 조성면 등 10개 면으로 이루어져 있다. 모든 면의 인구는 점점 감소하고 있다.
| 읍면   | 한자   | 면적   | 세대   | 인구   |
| ------ | ------ | ------ | ------ | ------ |
| 보성읍 | 寶城邑 | 49.06  | 4,386  | 9,505  |
| 벌교읍 | 筏橋邑 | 102.64 | 6,681  | 12,738 |
| 노동면 | 蘆洞面 | 47.33  | 678    | 1,179  |
| 미력면 | 彌力面 | 30.77  | 792    | 1,483  |
| 겸백면 | 兼白面 | 47.97  | 701    | 1,226  |
| 율어면 | 栗於面 | 49.07  | 710    | 1,282  |
| 복내면 | 福內面 | 66.84  | 989    | 1,815  |
| 문덕면 | 文德面 | 59.33  | 591    | 940    |
| 조성면 | 鳥城面 | 44.62  | 2,205  | 3,995  |
| 득량면 | 得粮面 | 73.93  | 2,367  | 4,345  |
| 회천면 | 會泉面 | 53.65  | 1,714  | 3,191  |
| 웅치면 | 熊峙面 | 39.44  | 645    | 1,144  |
| 보성군 | 寶城郡 | 663.49 | 22,459 | 42,803 |

## 산업
거의 대부분이 산악 지대를 이루나 기후가 온화하고 강우량이 많아 각종 농작물이 매우 잘 자라 미곡 외에 면화는 1만 1,000톤 이상 수확을 올린 때도 있다. 연안에서는 제염도 하고 근해에서는 어로작업·양식업도 성하다. 특히 다원(茶園)·용문석(龍紋席)이 유명하다.

### 농수산업

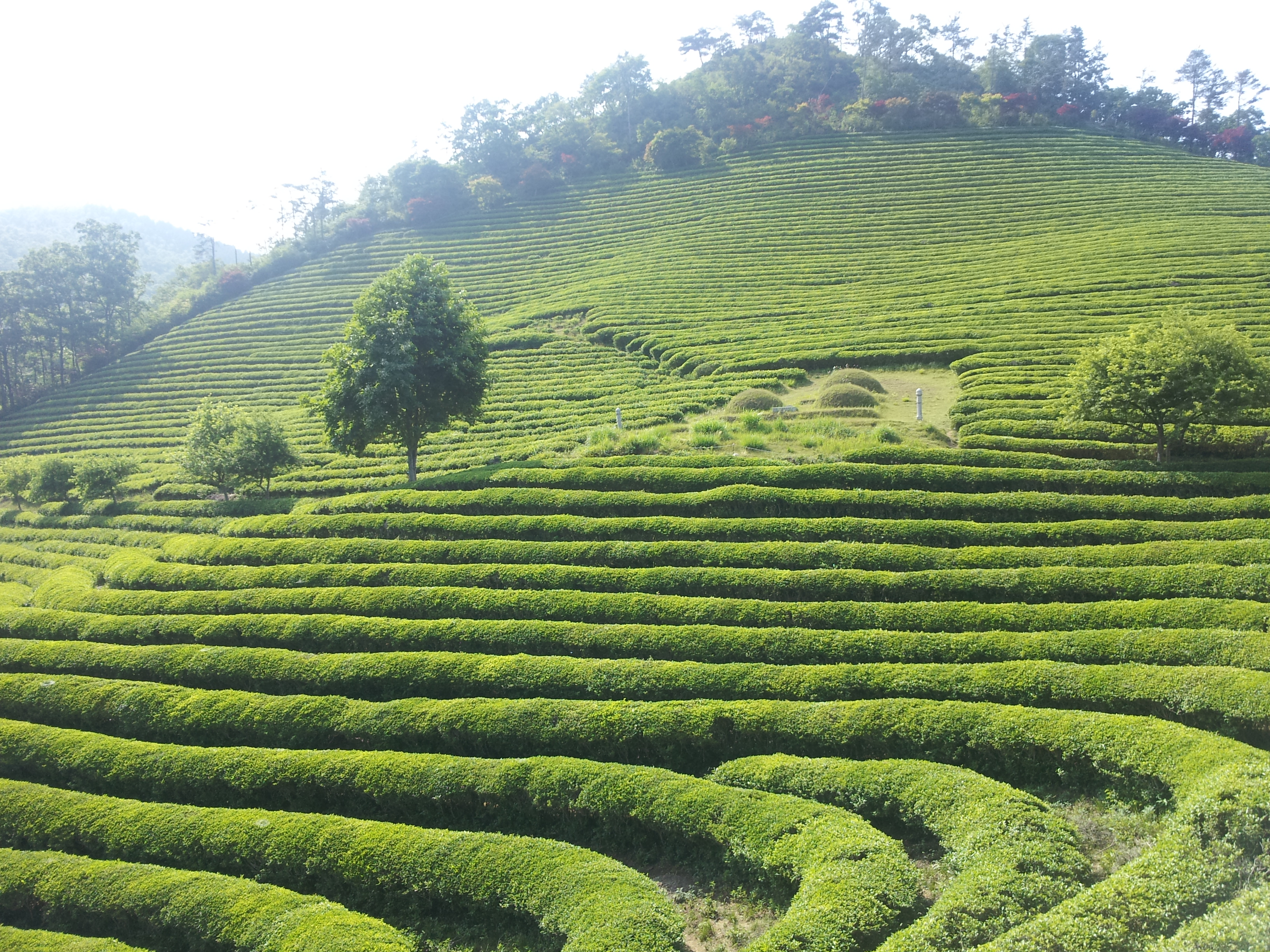
보성녹차밭

논이 많고, 농가 1가구당 경지 면적은 1.3㏊이다. 주요 농산물은 쌀·보리·면화·콩·고구마·감·누에고치 등이다. 특히 조성면 축내리에서 만드는 용문석은 국내에서 유명할 뿐만 아니라 외국에 수출도 한다. 또 여기서 나는 차(茶)는 국내 수요를 충당할 목표로 생산하고 있다. 조성면과 득량면 일대에서 조성된 1,700㏊의 간척지에서는 품질이 우수한 쌀이 생산된다. 주요 해산물은 새우·굴·김·멸치 등이다.

### 공업
보성강에는 시설용량 3,120kW의 수력발전소가 있어 부근 일대에 송전하고 있으며 20여 개 지류는 수량이 풍부하여 농업용수의 이용도가 높다. 벌교읍과 미력면에 각각 농공단지가 조성되어 고용 효과가 크다.

### 특산물
녹차·꼬막·쪽파·어성초·방울토마토·배·딸기·참다래·오이·느타리버섯·조성수정미·녹우·녹돈·매실·닭·삼베·유기·옹기·전통염색 등이 유명하다.

## 문화·관광
보성은 산악이 중첩하여 절경이 많다. 보성만에 위치한 율포(栗浦)는 백사청송과 천연의 환경이 이상적인 해수욕장으로서 이름이 높다. 이 밖에 보물로 지정된 홍교(虹橋)가 있으며 명승 고적으로 대원사(大原寺), 용추폭포, 서재필 사당과 생가 등이 있다.
- 벌교 홍교(筏橋虹橋)

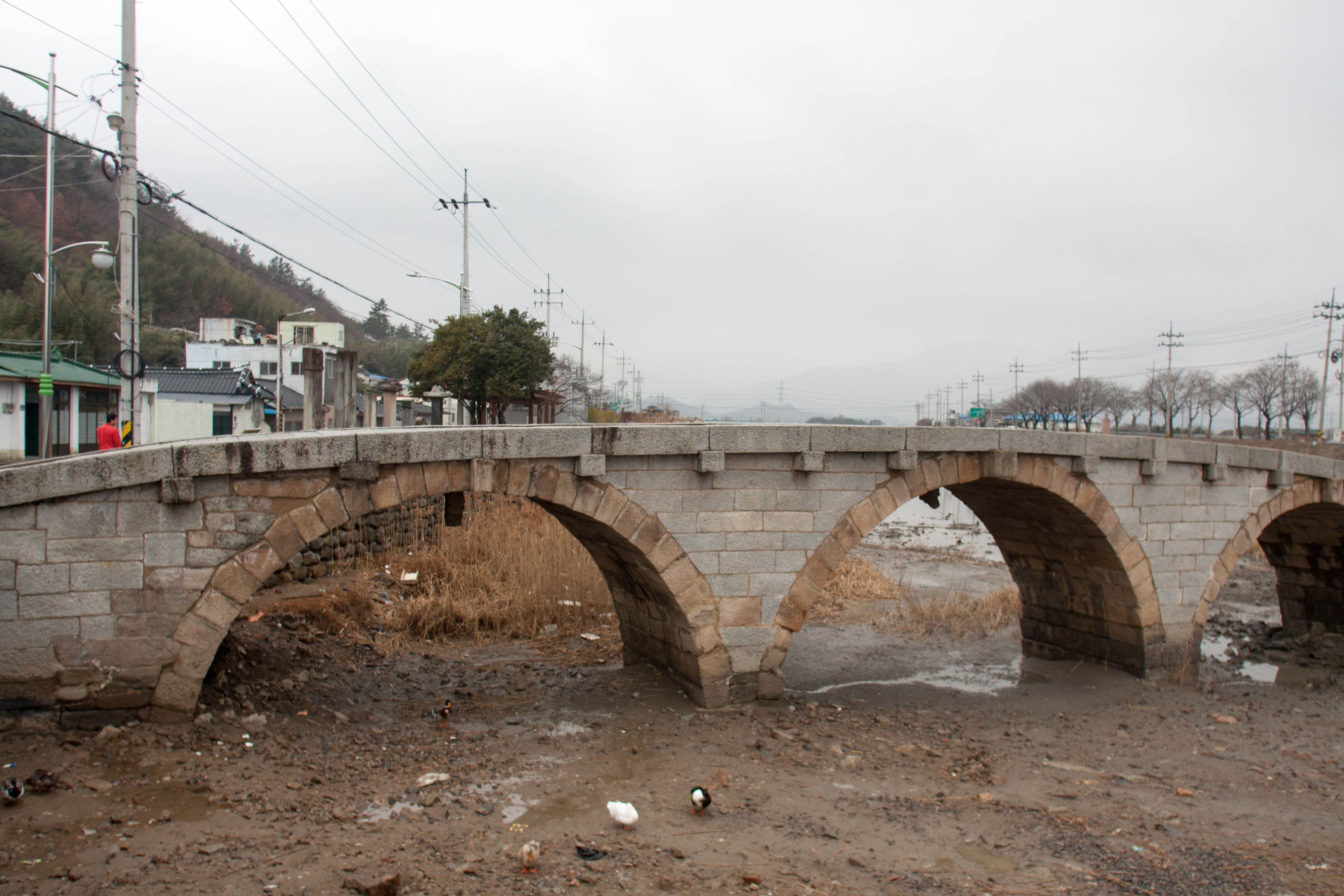
벌교 홍교

보물 제304호이며 벌교읍에 있다. 길이 27m, 높이 3m. 3간(間)의 홍예(虹霓)를 연결 축조하고 석교로서 외벽과 난간에 변모가 적지 않게 나타나 있다. 궁융형(穹隆形)으로 된 이 석교는 각처에 있으며 또한 선암사(仙岩寺) 승선교(昇仙橋)와 함께 구조 형식이 아주 뚜렷한 예이다. 원래 조선 숙종 44년(1718년)에 당시 낙안현(樂安縣)의 주민들에 의해 현지에 떼다리(강과 해류가 교차하는 곳에 원목을 엮어 놓은 다리)를 놓았는데 조선 영조 4년(1728년)에 전남도 지방에 내린 대홍수로 이 다리가 유실되자 그 이듬해 선암사 주지 호암화상(護岩和尙(약휴:若休))이 제자인 초안선사(楚安禪師)를 화주(化主)로 습성대사(習性大師)를 공사감독으로 천거 착공하였으며, 이 공사는 6년 후인 영조 10년(1734년)에 완공을 보게 되었다. 용두가 한 개씩 조각되어 3개의 석교를 만들고 특히 벌교강의 조수를 받아들이는 부분에 이 홍교를 만들어 옛날에는 홍교를 통해 어선이 왕래하였다고 하나 지금은 구름교만이 남아 있다. 1981~1984년까지 4년에 걸친 보수공사를 실시, 호예의 밑부분과 석교 외벽의 시멘트를 제거하고 모두 화강암으로 교체하여 원형을 되찾았다.
- 유신리 마애여래좌상

보물 제944호이며 율어면에 있다. 전체 높이 4.3m, 좌상 높이 2.1m. 통일신라시대 때의 좌상. 율어면(栗於面)의 존제산(尊帝山:해발 704m)으로 올라가는 입구 산기슭에 있다. 유신리 마을에서 약 1 km 떨어진 지점인데 가로 4.3m 높이 5m의 암벽에 부조(浮彫)로 양각한 마애불이다. 이 불상은 한국에 그 예가 거의 없는 양 어깨의 어깨걸이라는 특이한 의문을 하고 있는데, 이는 중국 북위나 북조시대 금동불에서 유행을 보았던 양식으로 이곳 전남지방에서뿐만 아니라 한국의 불상의문연구에 새로운 국면을 보여주고 있다. 조성 연대는 9세기 중반으로 추정된다.
- 비봉리 공룡알화석

천연기념물 제418호이며 득량면에 있다. 156,685m2. 중생대 백악기 때의 화석으로 추정된다. 해안 3 km 구간에 걸쳐 보존상태가 완벽한 세계적 규모의 공룡알화석 및 집단산란지이며 공룡알은 해안일원 5개층군에 넓게 분포되어 있으며 대부분 알둥지를 형성하고 있다. 하나의 둥지에서 최소 6개에서 80여 개의 공룡알을 함유하고 보존상태가 거의 완벽한 10여 개의 공룡알둥지와 100여 개의 공룡알이 발견되었으며 수백 개의 알 파편들이 산재되어 있다.알둥지 가운데는 세계적 규모의 공룡알둥지(초대직경 1.5m)가 매우 특징적으로 발견되었으며 공룡알 껍질이 8겹이나 중첩되어 산출되었는데 이는 세계적으로 극히 드문 초식공룡 집단산란지로서 공룡의 부화습성 및 산란지 환경을 밝힐 수 있는 세계적인 학술자료 가치로 평가된다. 공룡알 및 둥지 및 공룡알들이 거의 완벽한 모양으로 보존된 세계적 규모의 공룡알화석 집단산란지인 것으로 판명된 보성군 공룡알 화석지는 이곳 해안 일원에서 약 100여 개가 발견되었고 본격적인 발굴조사가 이루어지면 더 많은 공룡알들이 발견될 것으로 추정되고 있다.
- 대원사

대원사(大原寺)는 전남 보성군 문덕면 죽산리에 위치하고 있는 사찰입니다. 종단은 대한불교 조계종이며, 제21교구 송광사 말사이다. 대원사는 백제 무녕왕 3년(서기503년) 신라에 처음 불교를 전한 아도화상에 의해 창건되었다. 특히 6km여의 왕벚꽃 터널길이(벚꽃길, 한국의 아름다운길100선에 선정됨)유명하며, 2005년도에 지정된 전라도 템플스테이(산사체험)를 상시 운영중이며, 태아령 천도, 49재, 천도재, 108 나무글귀, 생태공원(수련 및 연꽃 기타 수생식물) 등 사찰 본연의 모습뿐 아니라 아기자기한 다양한 문화체험을 할 수 있게 해놓았다.
- 천봉산

천봉산(天鳳山)은 해발 609m 로 보성군, 화순군, 순천시의 경계를 이루고 있다. 대표적인 사찰로는 대원사가 있다.

### 박물관
- 한국차박물관
- 세계차식물원
- 태백산맥문학관
- 군립백민미술관
- 천연염색공예관
- 우종미술관
- 채동선음악당
- 서편제소리전수관
- 보성비봉공룡공원

### 문화시설
- 보성문화예술회관

### 축제
- 벌교꼬막축제

## FM 라디오 주파수 방송 목록
- 88.3 - 전주KBS 제1라디오 (구례 노고단)
- 89.1 - 목포MBC 표준FM (해남 대둔산)
- 89.7 - BBS 광주불교방송 (광주 무등산)
- 90.5 - 광주KBS 제1라디오 (광주 무등산)
- 91.5 - 광주MBC FM4U (광주 무등산)
- 92.3 - 광주KBS 클래식FM (광주 무등산)
- 93.1 - febc 광주극동방송 (광주 무등산)
- 93.9 - 광주MBC 표준FM (광주 무등산)
- 94.7 - 남도국악방송 (해남 대둔산)
- 95.1 - 광주MBC FM4U (구례 노고단)
- 95.5 - 광주KBS 제2라디오 해피FM (광주 무등산)
- 96.5 - KFN 라디오 (광주 무등산)
- 97.3 - TBN 광주교통방송 (광주 무등산)
- 98.1 - 광주CBS 음악FM (광주 무등산)
- 98.7 - GGN 글로벌광주방송 (광주 무등산)
- 99.3 - 광주국악방송 (광주 무등산)
- 99.9 - cpbc 광주가톨릭평화방송 (광주 무등산)
- 101.1 - kbc MyFM (광주 무등산)
- 101.7 - 전주MBC 표준FM (구례 노고단)
- 102.3 - 목포MBC FM4U (목포 양을산)
- 103.1 - 광주CBS 표준FM (광주 무등산)
- 104.1 - EBS 라디오 (해남 대둔산)
- 104.5 - 전주KBS 클래식FM (구례 노고단)
- 105.3 - EBS 라디오 (광주 무등산)
- 105.9 - 목포KBS 제1라디오 (해남 대둔산)
- 106.7 - EBS 라디오 (목포 양을산)
- 107.5 - EBS 라디오 (구례 노고단)
- 107.9 - WBS 광주원음방송 (광주 무등산)

## 교통

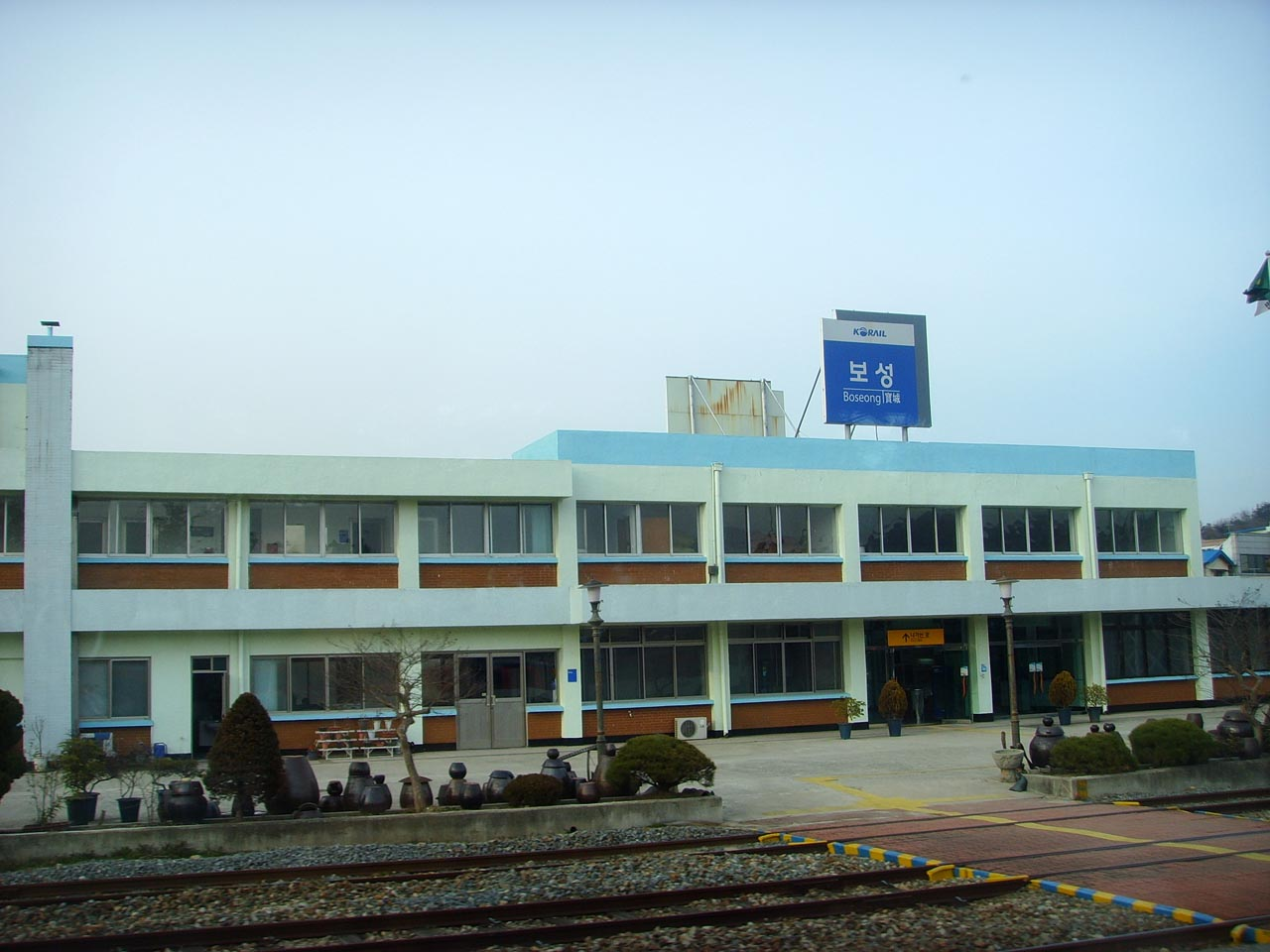
보성역

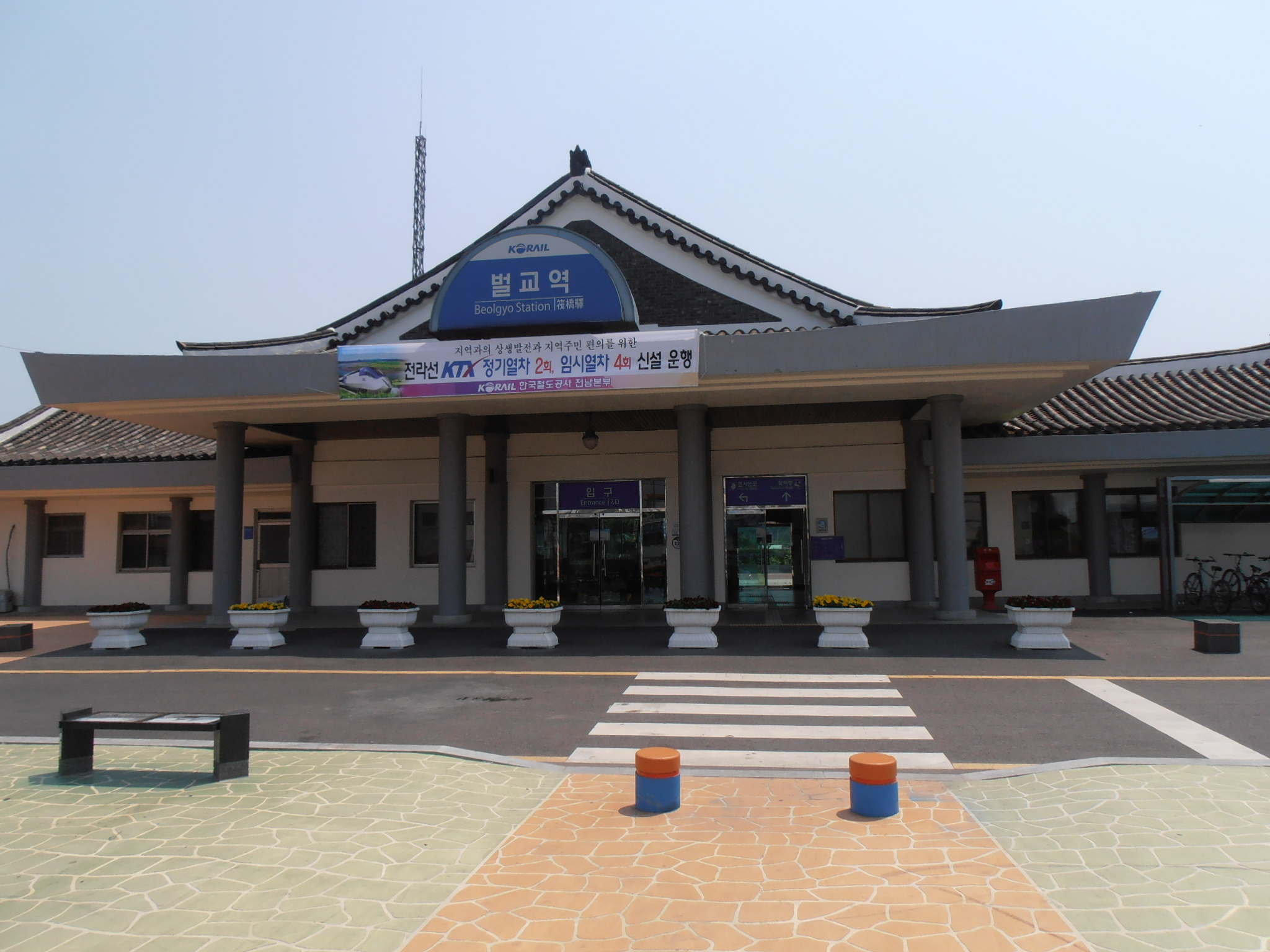
벌교역

국도 제2호선이 보성읍에서 벌교읍 방향으로 관통하며, 경전선 철도가 노동면, 보성읍, 득량면, 조성면, 벌교읍을 통과한다. 주요 철도역으로는 보성역, 득량역, 예당역, 조성역, 벌교역이 위치하고 있다. 2025년 8월에는 목포보성선이 개통되어 신보성역이 설치될 예정이다. 해안 지방은 교통이 편리하나, 내륙은 산지이기 때문에 벌교에서 북서쪽 화순으로 통하는 국도가 통할 뿐 큰 도로는 없다.

### 고속도로
남해고속도로가 있으며 보성 나들목과 벌교 나들목이 있다.

## 교육
2008년 기준으로 초등학교 18개교, 중학교 12개교, 고등학교 8개교가 위치하고 있다.

## 인구
보성군의 연도별 인구 추이
| 연도   | 총인구    |  |
| ------ | --------- |  |
| 1955년 | 143,877명 |  |
| 1960년 | 162,783명 |  |
| 1966년 | 181,161명 |  |
| 1970년 | 163,907명 |  |
| 1975년 | 151,912명 |  |
| 1980년 | 127,531명 |  |
| 1985년 | 121,608명 |  |
| 1990년 | 106,742명 |  |
| 1995년 | 65,645명  |  |
| 2000년 | 55,924명  |  |
| 2005년 | 45,964명  |  |
| 2010년 | 40,166명  |  |
| 2015년 | 45,349명  |  |
| 2018년 | 42,803명  |  |

## 보성군 출신 인물
가수정태영(본명정남이)조성면신동부락

## 갤러리

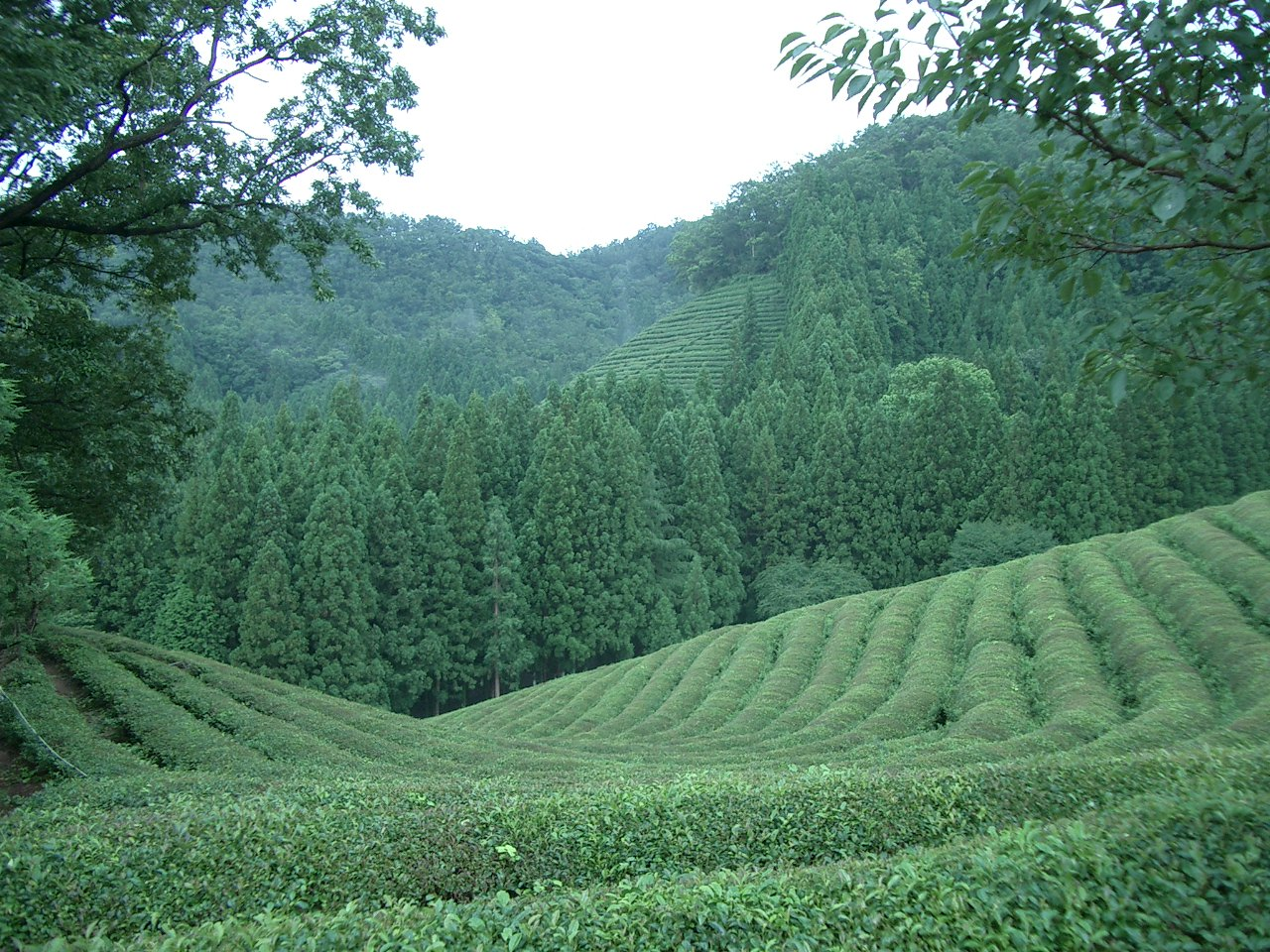
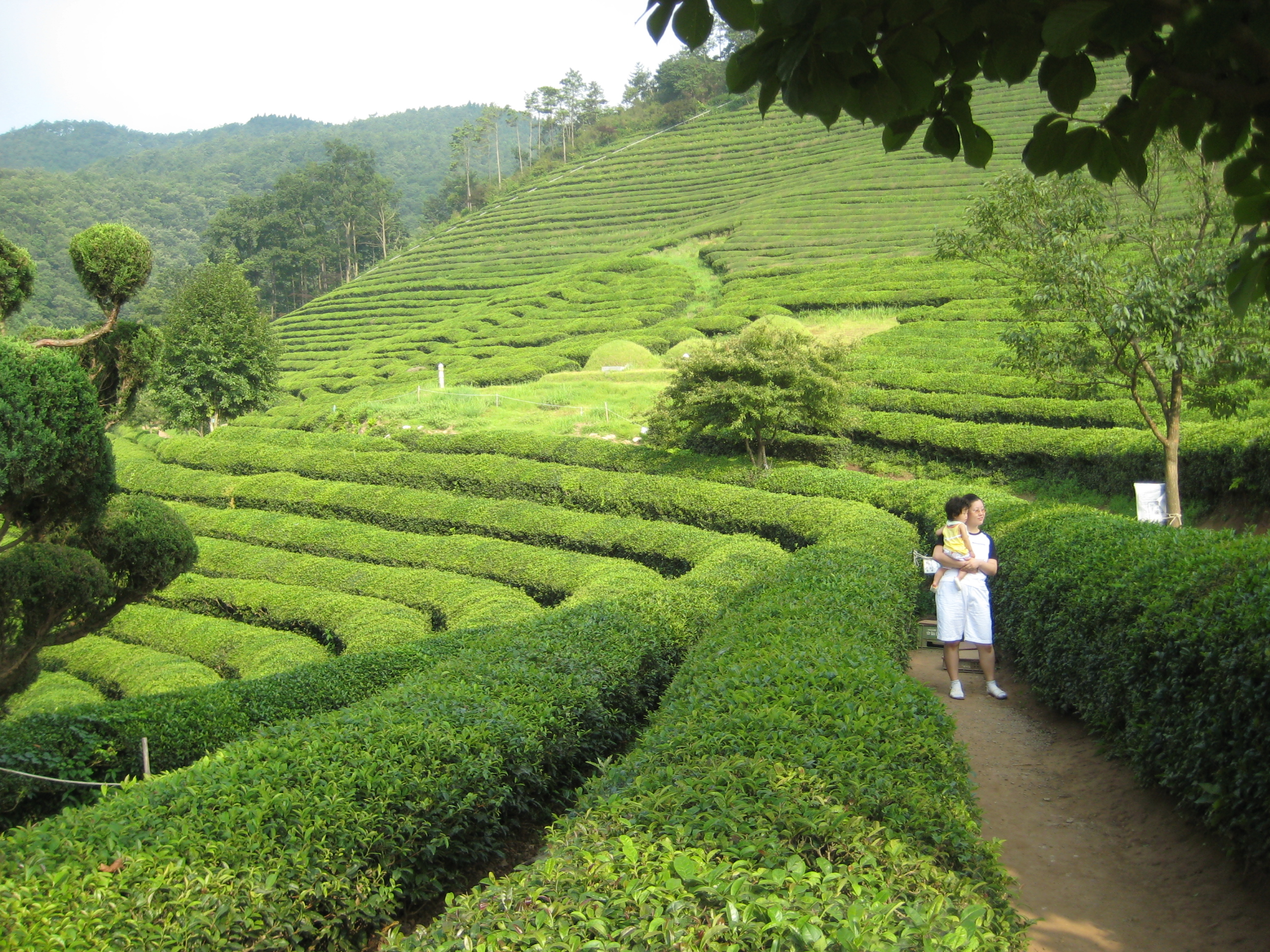
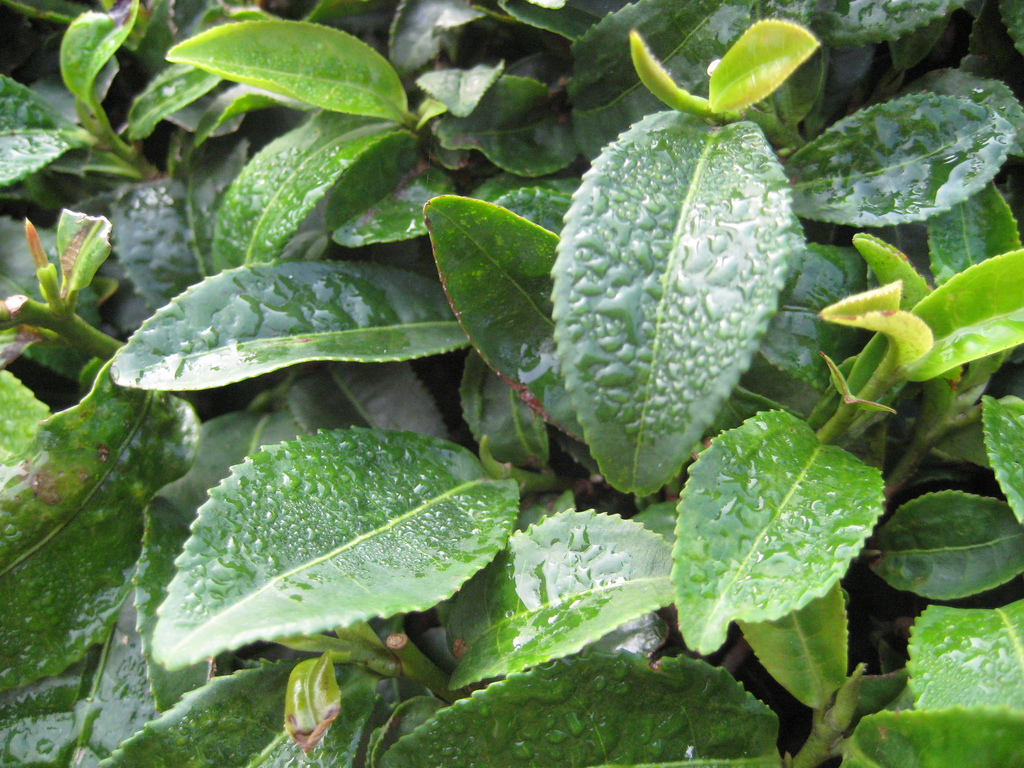
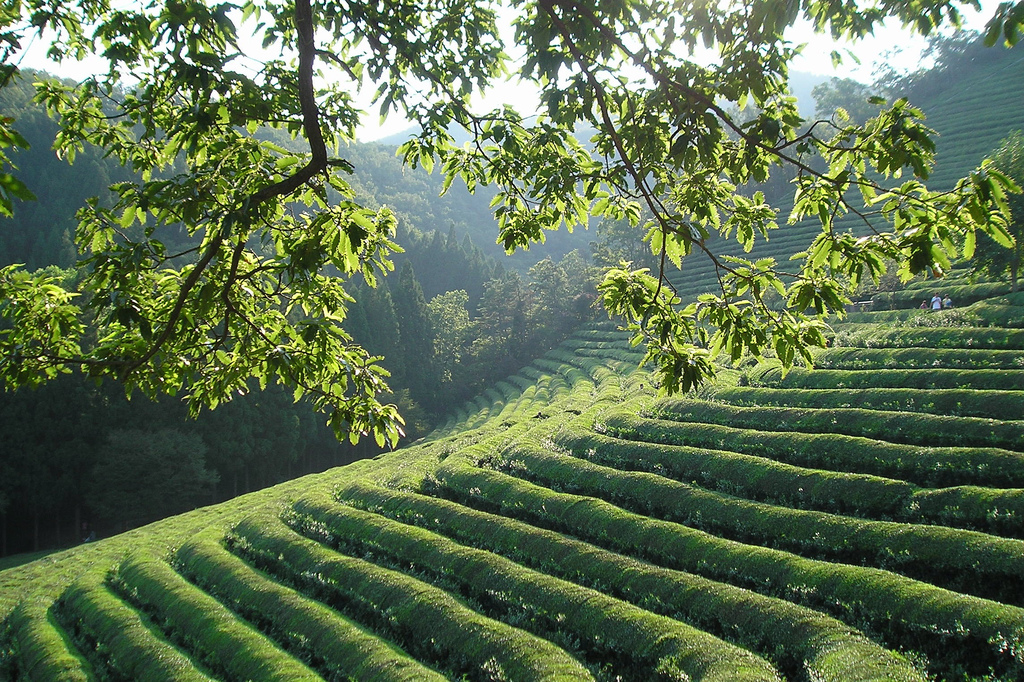
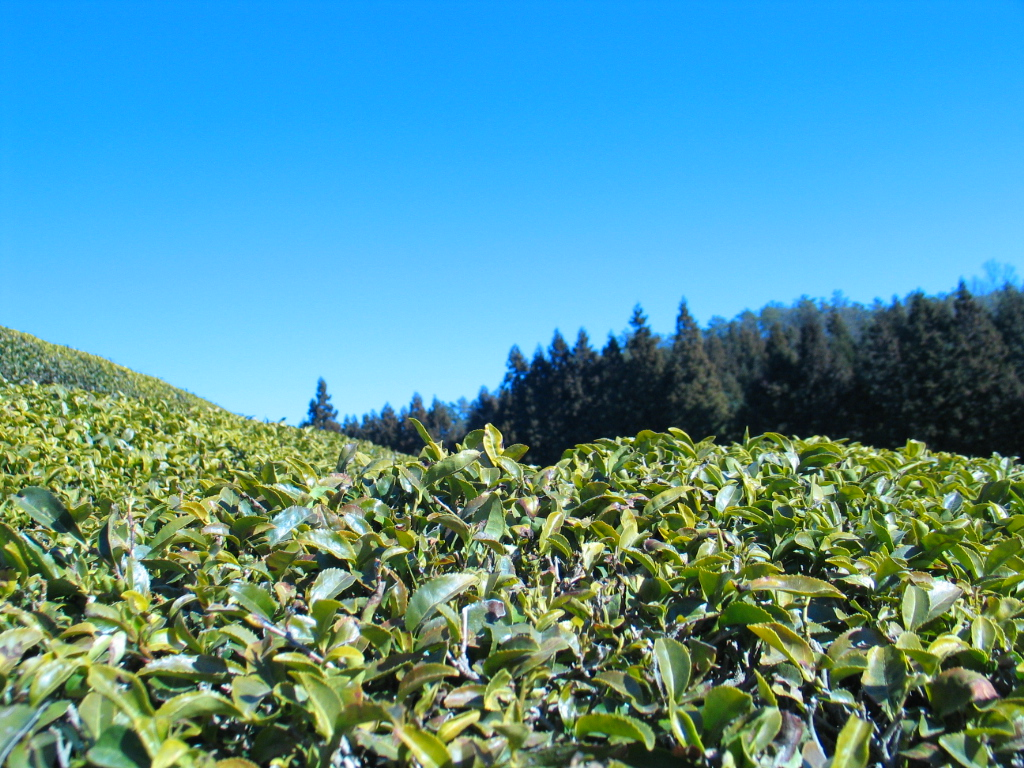
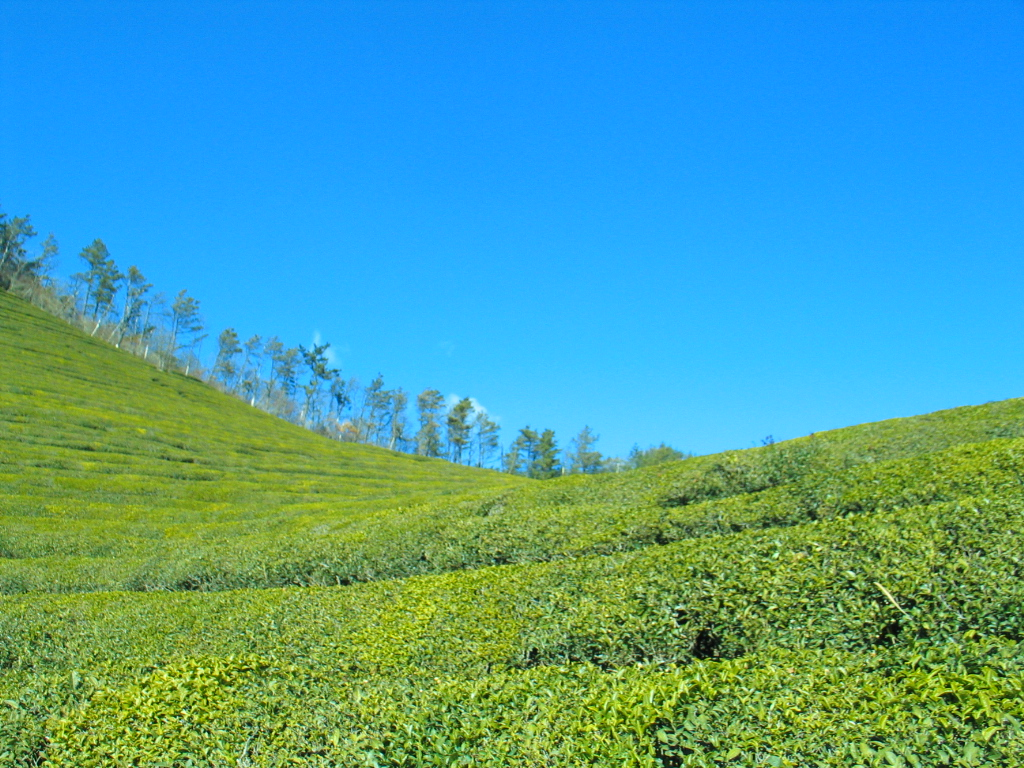
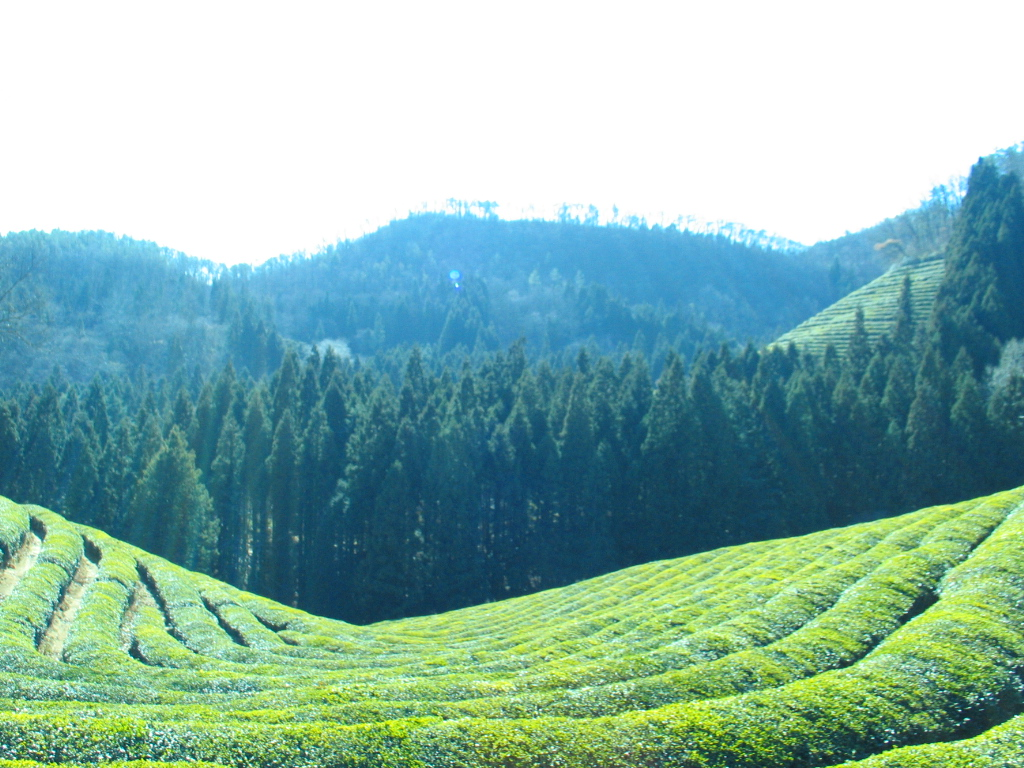
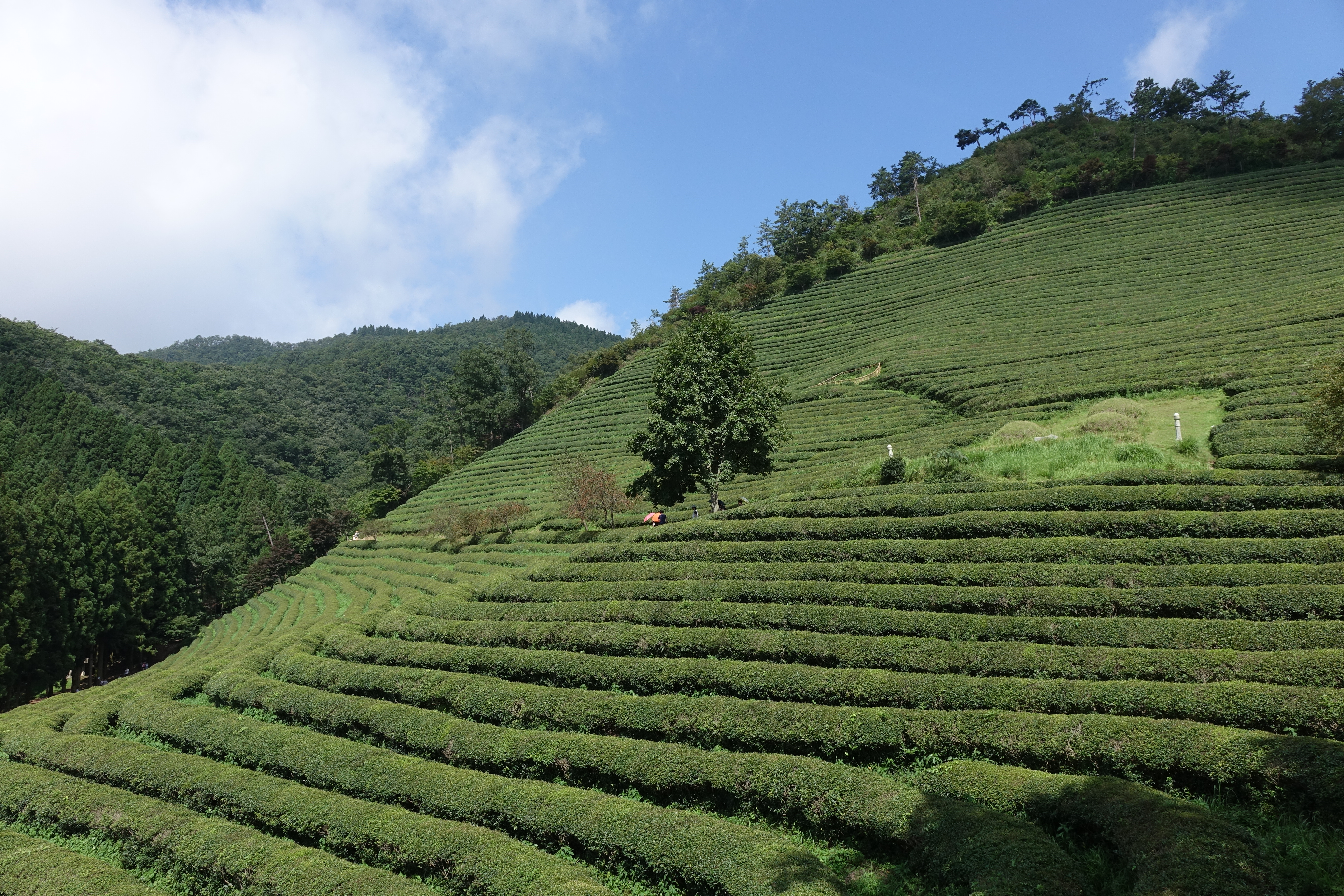
보성녹차밭
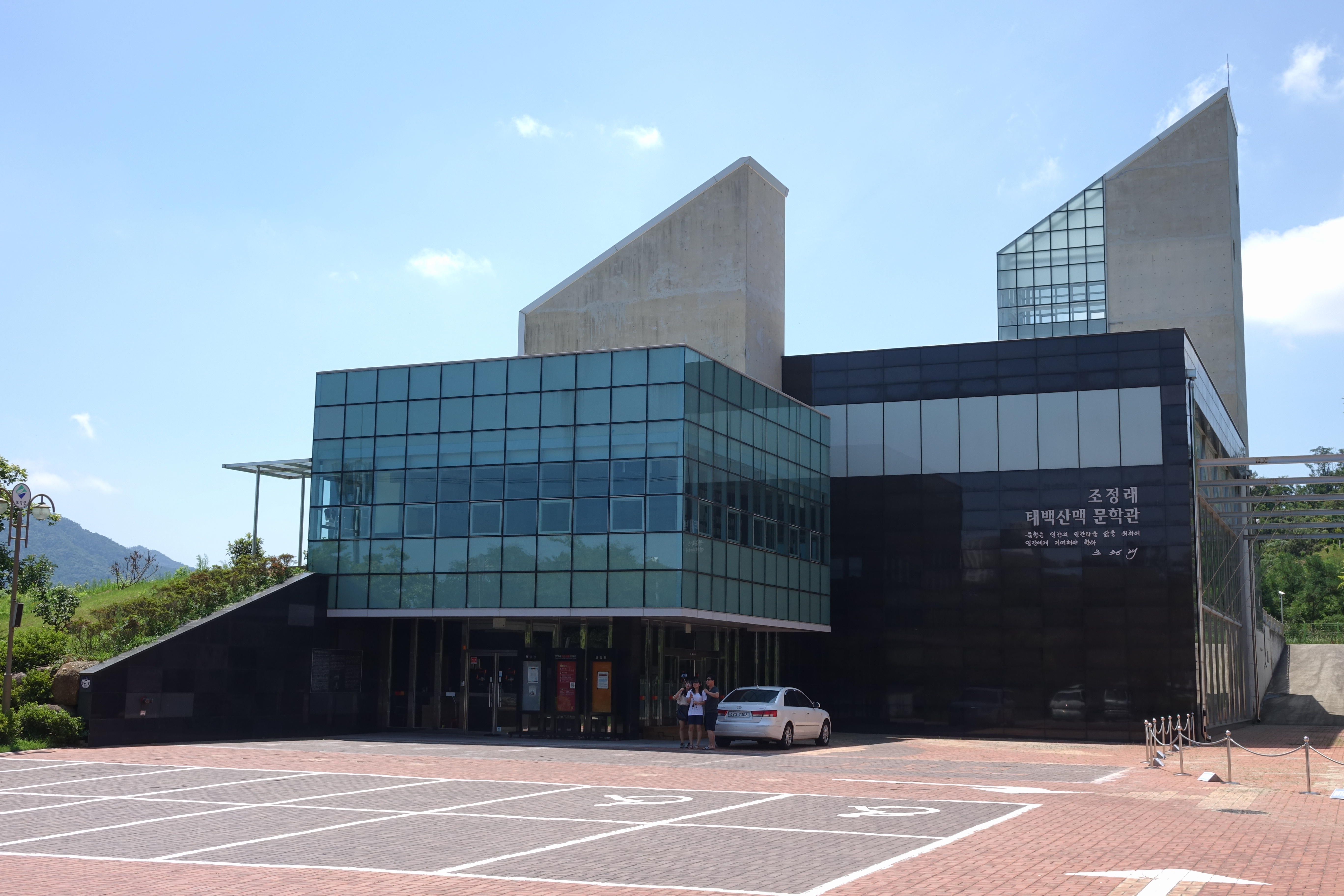
조정래 태백산맥 문학관

## 자매 도시

### 국내자매결연
- 대한민국 부산광역시 연제구 (1998년 12월 22일~)
- 대한민국 서울특별시 강북구 (1999년 6월 25일~)
- 대한민국 대구광역시 북구 (1999년 10월 29일~)
- 대한민국 서울특별시 강남구 (2007년 2월 12일~)
- 대한민국 울산광역시 남구 (2015년 4월 29일~)

### 국제교류
- 미국 미시간주 (2000년 5월 9일~)

## 보성 어부 살인 사건
2007년 8월 31일 만 69세였던 어부 오종근이 전라남도 보성으로 여행을 온 19세 대학교 신입생 커플 김 모 군과 추 모 양에게 배를 태워 주고, 어장을 구경시켜 주겠다고 하고 배에 태운 후 득량만 바다 한가운데에서 여성을 성추행하기 위해 남성을 먼저 바다로 밀어 숨지게 하고 저항하던 여성도 바다에 빠뜨려 살해하고 9월 25일에도 같은 방법으로 24세 직장인 여성 안 모 씨와 조 모 씨도 살해한 사건이다.